# Hobergstjärnen, Hälsingland
Hobergstjärnen är en sjö i Ovanåkers kommun i Hälsingland och ingår i Ljusnans huvudavrinningsområde.